# Esra und Patrick Phul

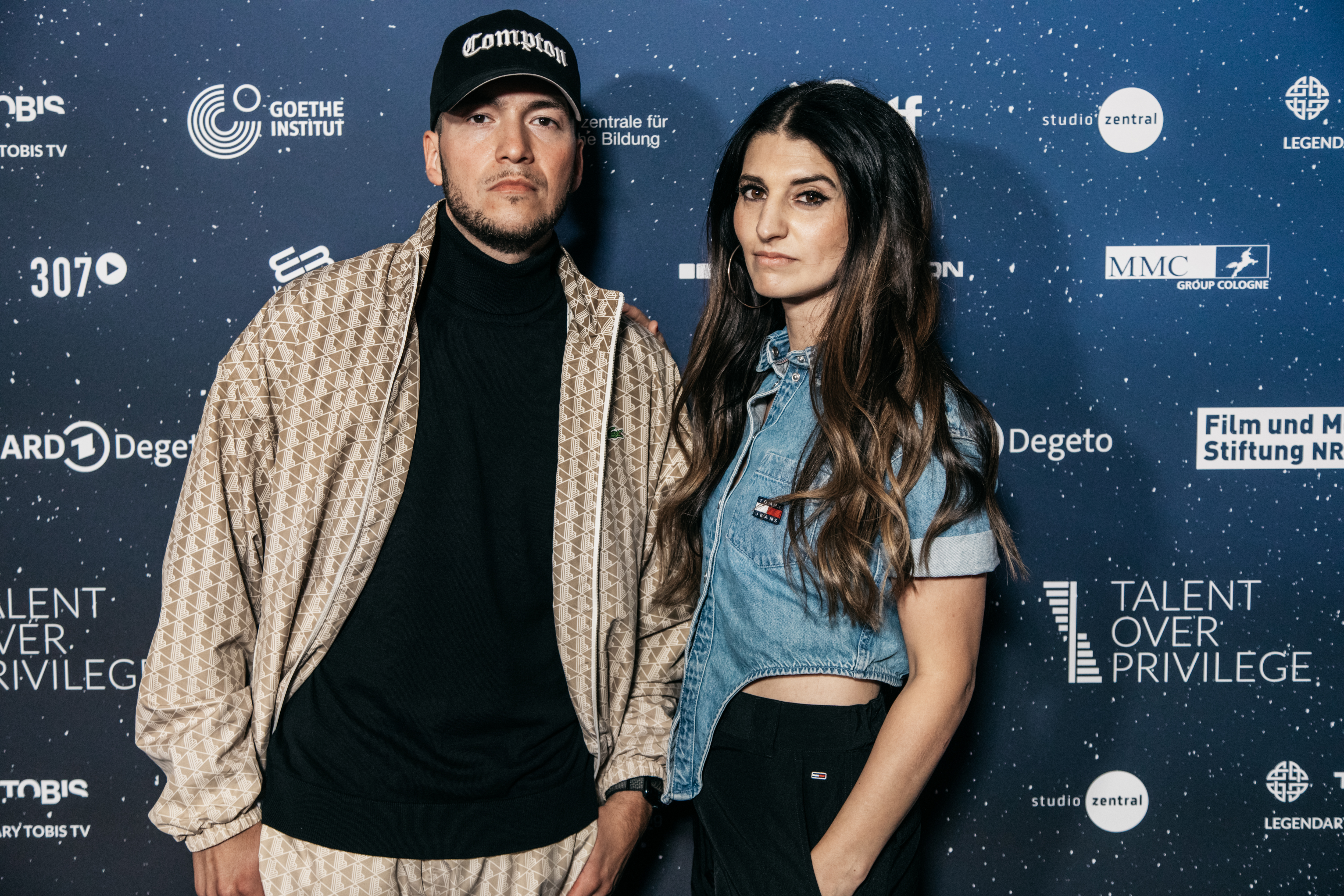
Esra und Patrick Phul bei "Talent Over Privilege" (2023)

Esra Phul (* 14. Juli 1987 in Bergisch Gladbach) und Patrick Phul (* 17. März 1989 in Köln-Porz) sind zwei deutsche Filmregisseure, Drehbuchautoren und Filmproduzenten mit türkischen und mexikanischen Wurzeln. Bekannt wurden sie durch die Rap-Musical Serie Hype.

## Werdegang
Patrick war im Jahr 2006 Mitglied der Rap-Formation Köln-Porz Deadline, für die er auch die Musikvideos gedreht hat. Durch diese Videos und die sozialkritischen Inhalte der Songs wurde der WDR auf ihn aufmerksam. In der Folge arbeitete er als Videojournalist für das Fernsehmagazin Cosmo TV, für Lokalzeit und den Hörfunksender Cosmo (ehemals Funkhaus Europa). 2014 nahm Patrick an der WDR-Talentwerkstatt „Grenzenlos“ teil.
Esra absolvierte 2012 ihr Masterstudium in Media and Communication an der Kingston University in London. Anschließend war sie als Mediaberaterin tätig, bevor sie sich im Jahr 2018 als Künstlermanagerin selbstständig machte.
2022 gaben Esra und Patrick ihr gemeinsames Regiedebüt mit ihrer Serie Hype, die am 5. Mai in der ARD Mediathek Premiere feierte und für die sie für den Grimme-Preis 2023 in der Kategorie "Spezial" nominiert wurden.
Im Jahr 2023 haben sie Talent Over Privilege ins Leben gerufen, eine Branchenveranstaltung gezielt von und für Filmschaffende mit Migrationshintergrund, bei der auch der TOP-Award verliehen wird, eine symbolische Auszeichnung für Filmschaffende mit Migrationsgeschichte, die durch ihre Präsenz und ihre Produktionen besonderen Einfluss auf die deutsche Film- und Fernsehlandschaft genommen haben. Esra und Patrick Phul seien fest davon überzeugt, dass "die Filmbranche eine ethische Verantwortung trägt, die Realitäten unserer Gesellschaft authentisch und vielfältig darzustellen" und bezeichneten die Veranstaltung als "Meilenstein" für Filmschaffende mit Migrationsgeschichte. Für Talent Over Privilege erhielten sie 2024 als "besondere Ehrung" den Bert-Donnepp-Preis für Medienpublizistik.
Beim Seriencamp Festival 2022 waren sie Teil der Jury für den "Digital Short Form Award" und waren als Speaker unter anderem bei der re:publica 2022 und dem Reeperbahn Festival. Das Filmfestival Cologne stellte sie 2023 in ihrer Reihe "Bright New Talents" vor.
Beide sind auch als Schauspieler tätig. So spielte Esra Phul die Nebenrolle "Sunny" in Hype (2022) und gemeinsam mit Patrick Phul die Rollen "Leif" und "Charly" in dem Kinofilm Schock (2024), von Denis Moschitto & Daniel Rakete Siegel.